# Reattivo di Schiff
Il reattivo di Schiff (leucofucsina o fucsina bianca) è il nome tradizionale dato all'acido bis-N-aminosolfonico responsabile della colorazione in rosso dei gruppi aldeidici liberati dall'acido periodico nella reazione PAS.

## Preparazione
Il reattivo di Schiff si ottiene trattando la fucsina basica con acido solforoso a pH acido. La reazione avviene tra il cloruro di triamino-trifenil-metano (parafucsina, contenuta nella fucsina basica) e l'SO3, in condizioni di pH basso e si forma il reattivo di Schiff che è incolore. Quando la fucsina bianca si addiziona ai gruppi aldeidici degli zuccheri assume colorazione rossastra (fucsina rossa) per la formazione di agglomerati che assorbono la luce alle lunghezze d'onda corrispondenti.